# Elisabeth Högström-Löfberg
Anna Elisabeth Högström-Löfberg, född 16 februari 1894 i Göteborg, död 20 september 1940 i Stockholm, var en svensk författare.

## Biografi
Föräldrar var stationsinspektoren Arvid Högström och Oline Gornitzka. Hon genomgick åttaklassigt läroverk och bedrev därefter språkstudier. Hon medarbetade i pressen, bland annat i Svenska Dagbladet, Idun, Hvar 8 Dag och Husmodern. Hennes författarskap dominerades av konstnärligt fullödiga folklivsskildringar.